# Arbre sacré nagi
L'arbre sacré nagi, un des monuments naturels du Japon, se trouve au Kumano Hayatama-taisha dans la ville de Shingū, préfecture de Wakayama au Japon. Le Kumano Hayatama-taisha est un des sites des trois temples/sanctuaires Kumano Sanzan et fait partie du patrimoine mondial de l'UNESCO sous l'intitulé « Sites sacrés et chemins de pèlerinage dans les monts Kii ». Le Nageia nagi est aussi improprement appelé le podocarpus à feuilles larges.
Cet arbre est un Nageia nagi haut de 17,6 m pour une circonférence de 5,45 m, et aurait été planté comme mémorial par Taira no Shigemori au cours de l'ère Heiji 1 (1159).